# Bombylisoma simba
Bombylisoma simba är en tvåvingeart som beskrevs av Wray Merrill Bowden 1973. Bombylisoma simba ingår i släktet Bombylisoma och familjen svävflugor. Inga underarter finns listade i Catalogue of Life.